# Yūsuke Murata
Yūsuke Murata (村田 雄介 Murata Yūsuke?) es un mangaka y animador japonés, mejor conocido por ilustrar el manga One Punch-Man de One, serializado en la versión en línea de la revista Weekly Young Jump.
El otro gran trabajo de Murata es su ilustración del manga de fútbol americano Eyeshield 21, en colaboración con Riichiro Inagaki. Eyeshield 21 se serializó entre julio de 2002 y junio de 2009 en la Weekly Shōnen Jump, y luego se adaptó a una serie de televisión de anime.

## Biografía
Murata nació en 1978 en la Prefectura de Miyagi, Japón. A la edad de doce años, participó en un concurso para diseñar villanos de Mega Man y ganó dos veces, teniendo diseños finales adaptados de sus bocetos. Los créditos del juego listan su nombre como responsable de Dust Man de Mega Man 4 y Crystal Man de Mega Man 5. Murata debutó como artista de manga profesional en 1995 al publicar un one-shot titulado Partner en una edición especial de la Weekly Shōnen Jump de Shueisha. Por este trabajo recibió el premio Hop Step. Murata publicó Samui Hanashi en la Weekly Shōnen Jump en junio de 1998, lo que le valió el Premio Akatsuka. En febrero de 2002, publicó Kaitō Colt en la misma revista.
Cuando se estaba planificando la creación de Eyeshield 21, el departamento editorial le preguntó a Riichiro Inagaki si quería escribir e ilustrar la serie, pero Inagaki sintió que era "muy novato". Entonces Inagaki le pidió a Murata que fuera el ilustrador. En 2002, publicaron dos one-shots llamados Eyeshield Parte 1 (前編 Zenpen?) y Eyeshield Parte 2 (後編 Kōhen?) el 5 y 12 de marzo en la Weekly Shōnen Jump. La serie comenzó su publicación regular el 23 de julio del mismo año en la misma revista. La serie abarcó 333 capítulos y el capítulo final se publicó el 15 de junio de 2009; la serie fue recopilada en 37 volúmenes. Una adaptación al anime, dirigida por Masayoshi Nishida y coproducida por TV Tokyo, NAS y Gallop, se emitió de abril de 2005 a marzo de 2008.
De 2008 a 2010, Weekly Shōnen Jump publicó una vez al mes un capítulo de Hetappi Manga Kenkyūjo R, la nueva versión de Murata de Hetappi Manga Kenkyūjo de Akira Toriyama. Es una historia sobre Saitō, un editor de la Jump basado en Murata y el propio editor de Inagaki en Eyeshield 21, quien decide convertirse en artista de manga y amenaza a Murata para enseñarle a dibujar manga. Shueisha publicó un volumen recopilatorio de la serie el 3 de junio de 2011. En 2012, Murata publicó en Twitter una historia corta en el mismo universo en la que Saitou molesta a Murata por su manuscrito y fue bien recibida por su uso inventivo de papel doblado, recortes y borrado para crear una apariencia tridimensional para su cómic.
Murata escribió e ilustró un one-shot titulado Madofuki Park para la edición de abril de 2008 (publicada el 4 de marzo) de Jump Square, sobre un limpiador de cristales futurista. También creó el one-shot Blust!, centrado en un niño con el que se experimentó y obtuvo poderes extraordinarios al comer curry, que se publicó en abril de 2009. Murata creó otro one-shot presentado en la Weekly Shōnen Jump el 21 de junio de 2010; titulado Minds, era una historia sobre un soldado sacrificado durante una guerra, ambientada en el futuro. Murata también ilustró los carteles del 40 aniversario de la Weekly Shōnen Jump, que muestran los personajes de mangas populares que aparecen en la revista. Murata fue el ilustrador de Donten Prism Solar Car, que fue escrito por Yasuo Ōtagaki (autor de Moonlight Mile) y publicado en la Jump Square entre el 4 de septiembre de 2010 y el 4 de junio de 2011. La historia de un joven que trabaja en una ferrería y recibe el encargo de construir un coche solar, posteriormente fue publicada por Shueisha en dos volúmenes.
En 2012, Murata publicó dos one-shots junto con un autor de webcómics japonés llamado "One"; el primero, Dotō no Yūshatachi, fue lanzado el 1 de abril en la Weekly Young Jump, y el segundo, Dangan Tenshi Fan Club fue lanzado el 17 de abril en la Miracle Jump. Murata comenzó a colaborar con One en la nueva versión del webcomic One Punch-Man, que comenzó a serializarse versión en línea de la revista Weekly Young Jump el 14 de junio de 2012. Shueisha ha publicado veintinueve volúmenes al 2 de noviembre de 2023. Una adaptación al anime, dirigida por Shingo Natsume y producida por Madhouse, se emitió desde octubre de 2015 hasta diciembre de 2015.
En noviembre de 2013, Murata fue contratado para ser el diseñador de personajes de la adaptación al anime de Majin Bone que comenzó en abril de 2014. Para la edición del décimo aniversario de la revista Young Gangan de Square Enix publicada el 20 de marzo de 2015, Murata hizo la ilustración del one-shot Gokiburi Buster de One, una historia sobre un soldado especializado en matar cucarachas. El 30 de junio de 2016, Murata comenzó a publicar Mangaka Yashoku Benkyūsho en la edición digital Morning de la revista Kodansha. Cada capítulo presenta una versión ficticia de Murata preparando platos, y sus 33 capítulos se publicaron en un solo volumen el 12 de diciembre de 2016.
El 10 de mayo de 2019, el padre de Murata falleció; esta información fue anunciada por Yūsuke Murata y su hermano Kensuke Murata. Anunció en Twitter que tiene un hijo, nacido en 2007, y una hija, nacida en 2010, y utiliza el personaje de su hija para ilustrar a Zenko y su hijo para ilustrar a Bateman en One Punch-Man 2nd Season. Zenko le recuerda un poco a Murata a su hija por el hecho de que ella toca el piano como ella.
El 1 de enero de 2024, Murata anunció en su cuenta de Twitter el lanzamiento de un estudio de producción de anime llamado Village Studio. También reveló cinco videos promocionales para su primer proyecto, un cortometraje original titulado Zaiyuki.

## Influencias y estilo
Murata es fan de Kinu Nishimura, la diseñadora de personajes de muchos videojuegos de Capcom y Dragon Ball de Akira Toriyama, siendo las batallas de Goku contra Piccolo y Freezer sus momentos favoritos de este último. Murata ha sido muy elogiado por su arte y diseños de personajes, incluidas las comparaciones con Toriyama realizadas por June Shimonishi de School Library Journal, ya que "cada centímetro [está] lleno de detalles y no queda ninguna broma sin verse". Deb Aoki de Dotdash Meredith elogió cómo el arte de Murata le da dinamismo a Eyeshield 21, mientras que "agrega muchos detalles inteligentes y divertidos". Aoki también dijo que Murata sabe que "su arte no está ahí sólo para verse bonito, sino que está ahí para contar una historia". Jarred Pine de Mania.com elogió los detalles de las características del personaje y cómo "los diseños realistas y fuertes se equilibran con algunos exagerados que añaden un efecto cómico agradable". La capacidad de Murata para dibujar desde diferentes perspectivas y ángulos fue elogiada por Aoki, Pine, así como por Zac Bertschy y Carlo Santos de Anime News Network. Bertschy afirmó que "es difícil capturar el tipo de movimiento frenético que cada viñeta emana en la animación", y afirmó que el manga puede ser mejor que el anime debido a la singularidad artística de Murata. Santos dijo que su capacidad de crear elementos imaginativos no se limita a la acción, elogiando la singularidad de cada uno de los personajes principales de Eyeshield 21.

## Trabajos
- Partner (パートナー Pātonā?) (1995)
- Samui Hanashi (さむいはなし?) (1998)
- Kaitō Colt (怪盗COLT?) (2002)
- Eyeshield 21 (アイシールド21 Aishīrudo Nijūichi?) (one-shot junto a Riichiro Inagaki; 2002)
- Eyeshield 21 (serie junto a Riichiro Inagaki; 2002–2009)
- Madofuki Park (窓ふきパルク Madofuki Paruku?) (2008)
- Hetappi Manga Kenkyūjo R (ヘタッピマンガ研究所R?) (2008–2010)
- Blust! (2009)
- Minds (マインズ Mainzu?) (2010)
- Donten Prism Solar Car (曇天・プリズム・ソーラーカー Donten Purizumu Sōrā Kā?) (junto a Yasuo Ōtagaki; 2010–2011)
- Dotō no Yūshatachi (怒涛の勇者達?) (junto a One; 2012)
- Dangan Tenshi Fan Club (弾丸天使ファンクラブ Dangan Tenshi Fan Kurabu?) (junto a One; 2012)
- One Punch-Man (ワンパンマン Wanpanman?) (junto a One; 2012–actualidad)
- Chikyū no Kaijū (地球の怪獣?) (one-shot junto a One y Kinu Nishimura; 2013)
- Gokiburi Buster (ゴキブリバスター Gokiburi Basutā?) (2015)
- Amazing Spider-Man: Renew Your Vows #4 (portada variante manga; 2015)
- Spider-Island #3 (portada variante manga; 2015)
- Spider-Verse (portada edición japonesa; 2016)